# Samen (Babette van Veen)
Samen is een nummer van Babette van Veen uit 1993. Het nummer is in 1996 ook door de Belgische band Clouseau uitgebracht.
Het nummer is geschreven door Van Veen toen ze een relatie had met Koen Wauters, de zanger van Clouseau.
Van Veen wist geen hitnotering te behalen met het nummer. Dit lukte Clouseau wel: zij behaalden in 1996 in de Mega Top 50 een 26e plaats en stonden van 14 september tot in de week van 12 oktober in de hitlijsten.